# عبدل تپه
عبدل تپه مربوط به دوران‌های تاریخی پس از اسلام است و در استان قزوین، شهرستان آبیک، بخش بشاریات، روستای خطایان واقع شده و این اثر در تاریخ ۱۹ اسفند ۱۳۸۰ با شمارهٔ ثبت ۴۹۸۵ به‌عنوان یکی از آثار ملی ایران به ثبت رسیده است.